# Tournisse
 (signalé en mai 2025).
Si vous disposez d'ouvrages ou d'articles de référence ou si vous connaissez des sites web de qualité traitant du thème abordé ici, merci de compléter l'article en donnant les références utiles à sa vérifiabilité et en les liant à la section « Notes et références ».
- Archive Wikiwix
- Bing
- Cairn
- DuckDuckGo
- E. Universalis
- Gallica
- Google
- G. Books
- G. News
- G. Scholar
- Persée
- Qwant
- (zh) Baidu
- (ru) Yandex
- (wd) trouver des œuvres sur Wikidata

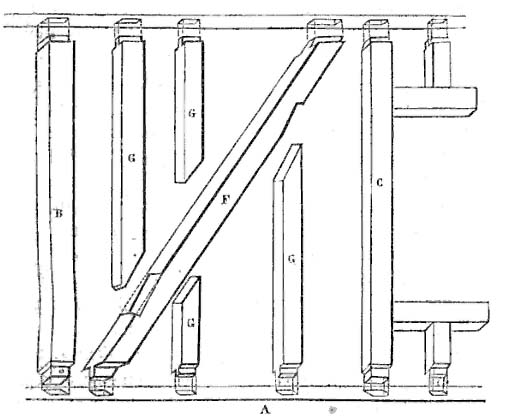
G : tournisse dans un pan de bois.

En architecture de colombage, dans un pan de bois (le mur), la tournisse est un poteau vertical de remplissage qui relie une sablière (horizontale de reprise de charges) à une écharpe (diagonale qui ne transmet pas de charges verticales) ou à une décharge (oblique qui transmet les charges verticales).